# Mychal Mulder
Mychal Mulder (Ontário, 14 de junho de 1994) é um jogador canadense de basquete profissional do Miami Heat da National Basketball Association (NBA) e do Sioux Falls Skyforce da G-League.
Ele jogou basquete universitário na Universidade de Vincennes e no Kentucky Wildcats.

## Primeiros anos
Mulder foi adotado pelos pais Randy Mulder e Jennifer Gignac aos três meses de idade. Seu pai trabalhou na General Motors antes de ser forçado a se aposentar após uma lesão na perna. Seu pai o nomeou em homenagem ao ex-jogador da NBA, Mychal Thompson, pai do futuro companheiro de equipe de Mulder no Golden State Warriors, Klay Thompson.
Mulder foi criado em Ontário, ao lado de uma irmã adotiva mais velha, Cynthia. Ele jogou basquete na Catholic Central High School e foi considerado um dos 10 melhores prospectos canadenses em 2013.

## Carreira universitária

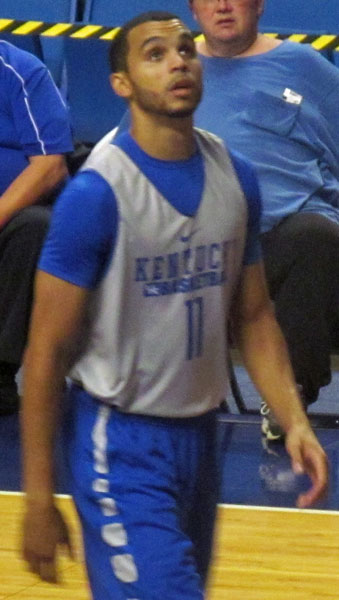
Mulder jogando por Kentucky

Mulder recebeu uma única oferta de bolsa de estudos da Divisão I da NCAA: Universidade de Detroit. Mulder optou por começar sua carreira no basquete universitário na Universidade de Vincennes. Em seu segundo ano, ele teve médias de 15,7 pontos e 6,4 rebotes, liderou a equipe para um recorde de 33-2 e foi classificado como o 13º melhor prospecto pela 247Sports.
Ele então se transferiu para jogar no Kentucky Wildcats. Ele rejeitou as ofertas de Creighton, Indiana e Wichita State. Como veterano em Kentucky, Mulder teve médias de 4,7 pontos e 1,5 rebotes em 10,6 minutos.

## Carreira profissional

### Windy City Bulls (2017–2019)
Mulder não foi selecionado no draft da NBA de 2017. Mais tarde, ele foi selecionado pelo Windy City Bulls como a nona escolha geral no draft da G-League de 2017. Em sua segunda temporada com os Bulls, Mulder teve médias de 13,7 pontos, 4,1 rebotes, 1,6 assistências em 32,9 minutos.

### Sioux Falls Skyforce (2019–2020)
Mulder assinou com o Miami Heat em 17 de setembro de 2019. A equipe dispensou Mulder em 15 de outubro de 2019. Ele começou a temporada da G-League com o Sioux Falls Skyforce.

### Golden State Warriors (2020–2021)
Em 27 de fevereiro de 2020, o Golden State Warriors anunciou que havia assinado um contrato de 10 dias com Mulder. Ele fez sua estreia no mesmo dia, registrando dois pontos e quatro rebotes.
Em 1º de março de 2020, em seu terceiro jogo pelos Warriors, Mulder teve 17 pontos em uma derrota por 124-110 contra o Washington Wizards. Em 7 de março, ele foi titular contra o Philadelphia 76ers e teve 18 pontos e 3 assistências. Em 10 de março, após o término de seu contrato de 10 dias, os Warriors assinaram com ele um contrato até o fim da temporada.
Em 28 de abril de 2021, Mulder registrou 26 pontos e cinco rebotes em uma derrota por 133-103 contra o Dallas Mavericks. Em 6 de maio de 2021, ele fez 25 pontos na vitória por 118-97 contra o Oklahoma City Thunder. Em 14 de maio de 2021, Mulder foi titular nos Warriors e marcou 28 pontos na vitória por 125-122 contra o New Orleans Pelicans.
Mulder foi dispensado antes da temporada de 2021-22.

### Orlando Magic (2021–2022)
Em 26 de outubro de 2021, o Orlando Magic assinou um contrato de mão dupla com Mulder. Em 6 de janeiro de 2022, ele foi dispensado.

### Retorno ao Sioux Falls (2022)
Em 3 de março de 2022, Mulder assinou com o Sioux Falls Skyforce.

### Miami Heat (2022–Presente)
Em 24 de março de 2022, Mulder assinou um contrato de mão dupla com o Miami Heat.

## Estatísticas da carreira

### NBA

#### Temporada regular
| Ano      | Equipe       | PJ | PT | MPJ  | AP   | 3P   | LL    | RT  | AS  | BR | TO | PPJ  |
| -------- | ------------ | -- | -- | ---- | ---- | ---- | ----- | --- | --- | -- | -- | ---- |
| 2019–20  | Golden State | 7  | 3  | 29.1 | .388 | .308 | .750  | 3.3 | 1.1 | .3 | .1 | 11.0 |
| 2020–21  | Golden State | 60 | 6  | 12.8 | .449 | .397 | .636  | 1.0 | .4  | .2 | .2 | 5.6  |
| 2021–22  | Orlando      | 15 | 2  | 13.0 | .299 | .283 | 1.000 | 1.4 | .2  | .3 | .1 | 3.7  |
| 2021–22  | Miami        | 2  | 1  | 22.0 | .400 | .500 | 1.000 | 1.5 | 1.0 | .0 | .5 | 7.0  |
| Carreira | Carreira     | 84 | 12 | 19.2 | .384 | .372 | .846  | 1.7 | .6  | .2 | .2 | 6.8  |

### Universitário
| Ano      | Equipe   | PJ | PT | MPJ  | AP   | 3P   | LL    | RT  | AS | BR | TO | PPJ |
| -------- | -------- | -- | -- | ---- | ---- | ---- | ----- | --- | -- | -- | -- | --- |
| 2015-16  | Kentucky | 24 | 0  | 3.8  | .200 | .167 | 1.000 | 1.1 | .3 | .0 | .0 | .5  |
| 2016-17  | Kentucky | 32 | 2  | 10.6 | .403 | .365 | .923  | 1.5 | .4 | .3 | .2 | 4.7 |
| Carreira | Carreira | 56 | 2  | 7.1  | .301 | .266 | .961  | 1.3 | .3 | .1 | .1 | 2.6 |

Fonte: